# Четатя (Джурджу)
Четатя (рум. Cetatea) — село у повіті Джурджу в Румунії. Входить до складу комуни Фретешть.
Село розташоване на відстані 55 км на південь від Бухареста, 5 км на північ від Джурджу.

## Населення
За даними перепису населення 2002 року у селі проживали 895 осіб.
Національний склад населення села:
| Національність | Кількість осіб | Відсоток |
| -------------- | -------------- | -------- |
| румуни         | 883            | 98,7%    |
| цигани         | 11             | 1,2%     |

Рідною мовою назвали:
| Мова      | Кількість осіб | Відсоток |
| --------- | -------------- | -------- |
| румунська | 888            | 99,2%    |
| циганська | 6              | 0,7%     |